# 고지라 S.P: 싱귤러 포인트
《고지라 S.P: 싱귤러 포인트》(일본어: ゴジラS.P〈シンギュラポイント〉, Godzilla Singular Point)는 본즈와 오렌지가 공동 제작한 일본의 애니메이션이다.